# Memoriał Bronisława Idzikowskiego i Marka Czernego 1989
Memoriał im. Bronisława Idzikowskiego i Marka Czernego 1989 – 22. edycja turnieju w celu uczczenia pamięci polskiego żużlowca Bronisława Idzikowskiego i Marka Czernego, który odbył się dnia 2 września 1989 roku. Turniej wygrał Sławomir Drabik.

## Wyniki
- Częstochowa, 2 września 1989
- NCD: Sławomir Drabik – 70,44 w wyścigu 1
- Sędzia: Jan Banasiak

| Msc. | Zawodnik                  | Klub                                    | Pkt |             |  |
| ---- | ------------------------- | --------------------------------------- | --- | ----------- |  |
| 1    | (1) Sławomir Drabik       | Częstochowa                             | 14  | (3,3,3,3,2) |  |
| 2    | (8) Jan Krzystyniak       | Rzeszów                                 | 12  | (3,3,3,w,3) |  |
| 3    | (12) Janusz Stachyra      | Rzeszów                                 | 10  | (3,t,2,2,3) |  |
| 4    | (4) Adam Pawliczek        | Rybnik                                  | 10  | (2,2,3,3,2) |  |
| 5    | (11) Eugeniusz Skupień    | Rybnik                                  | 9   | (0,3,1,2,3) |  |
| 6    | (13) Zenon Kasprzak       | Leszno                                  | 9   | (1,2,2,3,1) |  |
| 7    | (3) Ryszard Dołomisiewicz | Bydgoszcz                               | 8   | (0,1,2,3,2) |  |
| 8    | (5) Dariusz Rachwalik     | Częstochowa                             | 8   | (d,1,3,2,2) |  |
| 9    | (7) Lubomír Jedek         | Czeska i Słowacka Republika Federacyjna | 8   | (2,2,1,1,2) |  |
| 10   | (6) Robert Przygódzki     | Częstochowa                             | 7   | (1,2,2,2,0) |  |
| 11   | (2) Andrzej Puczyński     | Częstochowa                             | 6   | (1,1,1,d,3) |  |
| 12   | (14) Dariusz Bieda        | Częstochowa                             | 5   | (2,3,0,0,d) |  |
| 13   | (15) Antoni Bielica       | Świętochłowice                          | 4   | (3,0,0,t,1) |  |
| 14   | (9) Dariusz Kasprzak      | Leszno                                  | 4   | (1,d,1,1,1) |  |
| 15   | (10) Roland Wieczorek     | Opole                                   | 3   | (2,0,0,1,0) |  |
| 16   | (16) Zdeněk Schneiderwind | Czeska i Słowacka Republika Federacyjna | 1   | (0,1,0,t,0) |  |
|      | rez. Bogusław Nocuń       | Częstochowa                             |     | (ns)        |  |

Bieg po biegu
1. [70,44] Drabik, Pawliczek, Puczyński, Dołomisiewicz
2. [71,03] Krzystyniak, Jedek, Przygódzki, Rachwalik
3. [72,41] Stachyra, Wieczorek, D.Kasprzak, Skupień
4. [72,22] Bielica, Bieda, Z.Kasprzak, Schneiderwind
5. [71,78] Załuski, Z.Kasprzak, Rachwalik, D.Kasprzak
6. [72,25] Bieda, Przygódzki, Puczyński, Wieczorek
7. [73,79] Skupień, Jedek, Dołomisiewicz, Bielica
8. [72,19] Krzystyniak, Pawliczek, Schneiderwind, Stachyra
9. [73,43] Drabik, Przygódzki, Skupień, Schneiderwind
10. [73,19] Rachwalik, Stachyra, Puczyński, Bielica
11. [73,28] Krzystyniak, Dołomisiewicz, D.Kasprzak, Bieda
12. [73,28] Pawliczek, Z.Kasprzak, Jedek, Wieczorek
13. [73,25] Drabik, Stachyra, Jedek, Bieda
14. [??,??] Z.Kasprzak, Skupień, Puczyński, Krzystyniak
15. [74,19] Dołomisiewicz, Rachwalik, Wieczorek, Schneiderwind
16. [74,12] Pawliczek, Przygódzki, D.Kasprzak, Bielica
17. [74,28] Krzystyniak, Drabik, Bielica, Wieczorek
18. [75,31] Puczyński, Jedek, D.Kasprzak, Schneiderwind
19. [74,28] Stachyra, Dołomisiewicz, Z.Kasprzak, Przygódzki
20. [73,97] Skupień, Pawliczek, Rachwalik, Bieda